# Apamea roedereri
Apamea roedereri är en fjärilsart som beskrevs av Pierre E.L. Viette 1967. Apamea roedereri ingår i släktet Apamea och familjen nattflyn. Inga underarter finns listade i Catalogue of Life.